# Puertas de Hierro (Argelia)

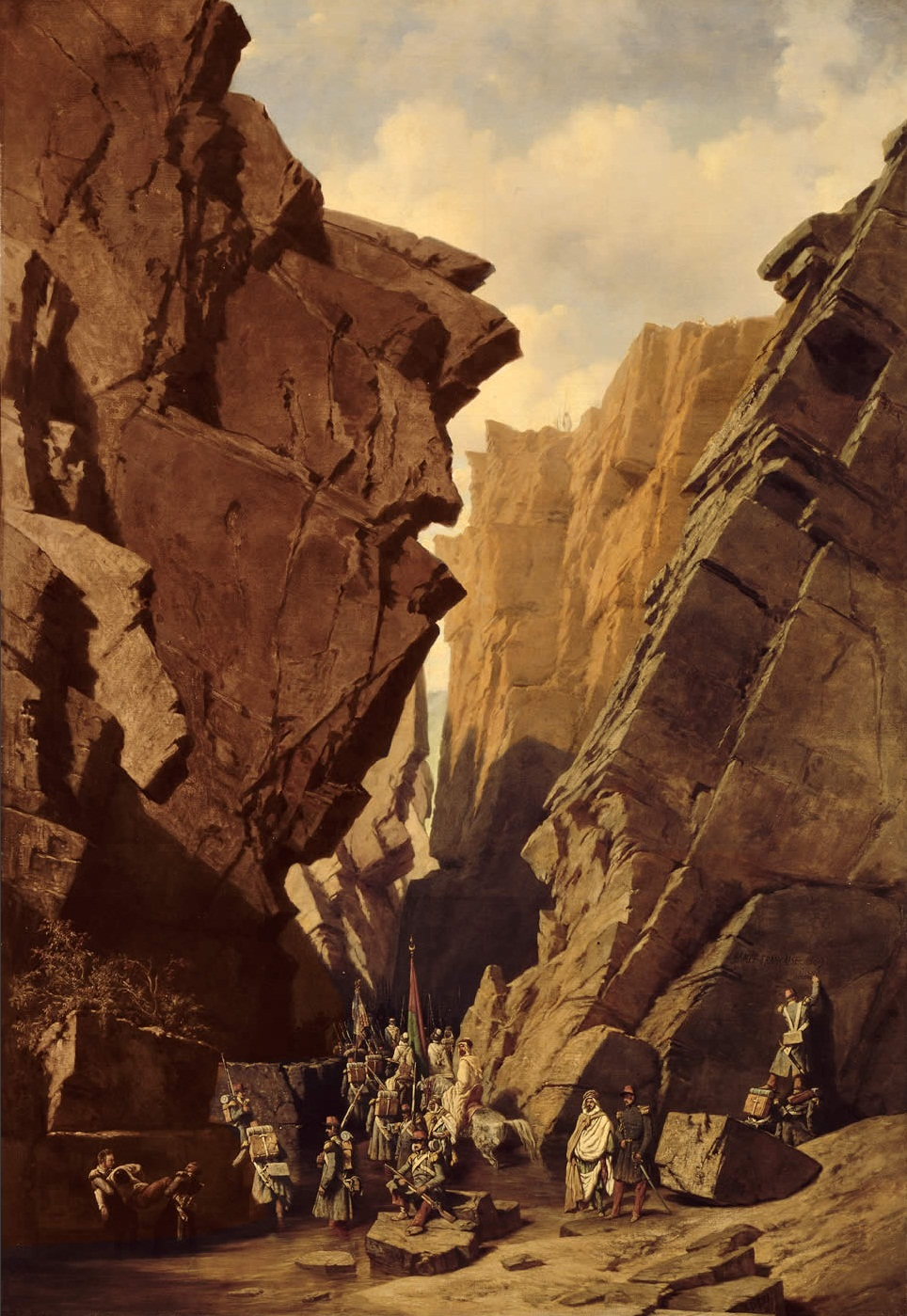
Las Puertas de Hierro en el

Las Puertas de Hierro, en cabila Thibboura y en árabe El'Bibane son un pasaje montañoso y un estrecho de la cordillera de los Bibanes en Argelia. Este macizo montañoso es el lugar de un pasaje estratégico denominado en bereber Tawwurt, la puerta; el uso a menudo considera dos pasajes, uno pequeño y otro grande, el sector también se denomina en plural Tiwwura, las puertas. Fue la pequeña puerta la que fue apodada bab hadid, la puerta de hierro; el nombre se extendió al conjunto, en plural. De estas palabras bereberes se deriva el nombre árabe El'Bibane, y luego en francés las Portes de Fer, para este pasaje; luego, por extensión en estos dos idiomas, la palabra árabe Bibans, las puertas, se utilizó para designar toda la cordillera.